# Жуков, Виктор Петрович
Виктор Петрович Жуков (1923—1984) — Герой Социалистического труда.

## Биография
Виктор Петрович родился 14 сентября 1923 в селе Поплевино Ряжского уезда, в крестьянской семье. Окончил Поплевинскую сельскую школу и впоследствии поступил и окончил Рязанский сельско-хозяйственный институт.Участник Великой Отечественной войны (1941—1945). Работал председателем колхоза «имени Энгельса» в селе Нагайское Ряжского района (с 1949). Затем возглавлял более 12 лет колхоз «Путь Ленина» в селе Петрово Ряжского района. Позже переведён председателем колхоза «Память Ильича» в селе Незнаново Кораблинского района.
Указом Президиума Верховного Совета СССР (08 января 1960) за успехи, достигнутые в деле увеличения производства и продажи мяса государству (1959), в 3 раза больше, чем (1958), присвоено звание Героя Социалистического труда. Награждён орденами: орденом Ленина (№ 369253), Трудового Красного Знамени, Знак Почёта, Отечественной войны 2-й степени, а также награждён медалями.
Умер 8 октября 1984 и похоронен в селе Поплевино Ряжского района.